# Procliniella hostilis
Procliniella hostilis är en tvåvingeart som beskrevs av Borgmeier 1925. Procliniella hostilis ingår i släktet Procliniella och familjen puckelflugor. Inga underarter finns listade i Catalogue of Life.